# Mario Todte

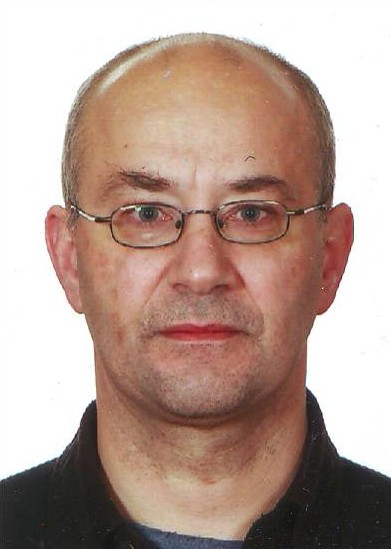
Mario Todte (2024)

Mario Todte (* 17. Mai 1968 in Naumburg (Saale)) ist ein deutscher Historiker und Autor.

## Leben
Im Jahr 2000 schloss Todte ein Studium der Geschichte/Klassischen Archäologie und Kunstgeschichte am Historischen Seminar der Universität Leipzig bei Manfred Rudersdorf mit dem Magister Artium ab.
Als freier Autor publizierte Todte seit 2001 vor allem zur Geschichte der Universität Leipzig. Neben im Leipziger Universitätsverlag erschienenen Arbeiten zu den Geschichtsprofessoren Wilhelm Maurenbrecher und Georg Voigt sowie einer Untersuchung der Fecht-, Reit- und Tanzmeister an der Universität Leipzig veröffentlichte er von 2006 bis 2024 mehrere Essays beim Online- und Book-on-Demand-Dienstleister Grin Verlag.

## Schriften (Auswahl)
- Wilhelm Maurenbrecher und die lutherische Reformation: zur Auseinandersetzung mit den konfessionell geprägten Lutherinterpretationen der zweiten Hälfte des 19. Jahrhunderts; eine rezeptionsgeschichtliche Studie. Leipziger Universitätsverlag, Leipzig 2001, ISBN 3-935693-08-7.
- Wilhelm Maurenbrecher als Reformationshistoriker: eine disziplingeschichtliche Standortbestimmung. Leipziger Universitätsverlag, Leipzig 2002, ISBN 3-936522-01-4.
- Georg Voigt (1827–1891): Pionier der historischen Humanismusforschung. Leipziger Universitätsverlag, Leipzig 2004, ISBN 3-937209-22-0.[4]
- Fecht-, Reit- und Tanzmeister an der Universität Leipzig (= Studien zur Kultur und Geschichte. Band 1). Via Regia Verlag, Bernstadt a. d. Eigen 2016, ISBN 978-3-944104-12-6.[5]